# Lone Video
Lone Video je album skupiny skupiny Beltaine. Bylo nahráno a smícháno ve studiu Nemethon v průběhu léta a podzimu 2004.

## Seznam videí
1. Lone
2. Eclipse

## Seznam písní
1. Lone (video edit)
2. Celestial Bodies
3. Lake of Brine (acoustic)

## Další informace o albu
- Hudba: Pepan Kašpar, Vašek Kudlič
- Texty: Vašek Kudlič
- Mixdown: Ondra „Čmelák“ Franěk, Vašek Kudlič
- Mastering: Přemysl Haas
- Video tracks: Petr Fiřt & Pavel Kolouch (KFKF)
- Post-production: Vašek Kudlič
- Obal & DVD Design: Karel Trávníček